# Mclusky
Mclusky – założony w 1996 roku w Walii trzyosobowy zespół noise rockowy.

## Dyskografia

### Albumy
- My Pain and Sadness is More Sad and Painful Than Yours (Fuzzbox, 2000; r: Too Pure, 2003)
- Mclusky Do Dallas (Too Pure, 2002)
- The Difference Between Me and You Is That I'm Not on Fire (Too Pure, 2004)
- Mcluskyism (Too Pure, 2006)

### Single i Epki
- 1999 – Huwuno (jako Best)
- 2000 – Joy
- 2000 – Rice Is Nice
- 2001 – Whoyouknow
- 2001 – Lightsabre Cocksucking Blues
- 2002 – To Hell with Good Intentions
- 2002 – Alan Is a Cowboy Killer
- 2003 – There Ain't No Fool in Ferguson/1956 And All That
- 2003 – Undress for Success
- 2004 – That Man Will Not Hang
- 2004 – She Will Only Bring You Happiness